# Hedda Gabler (film, 2016)
Hedda Gabler je britský dramatický film z roku 2016. Natočil jej režisér Matthew John podle scénáře, který napsal na motivy hry Heda Gablerová od Henrika Ibsena. Snímek je Johnovým režijním debutem. Hlavní roli ve filmu ztvárnila Rita Ramnani a dále v něm hráli například David R. Butler, Samantha E. Hunt a Francisco Ortiz. Na produkci filmu se podílel podnikatel Benjamin Slade, který do něj investoval 250 tisíc liber. Natáčení probíhalo mimo jiné v Cheltenhamu a Painswicku. Premiéra snímku proběhla 8. září 2016 v Oslu při zahájení Ibsenova festivalu. Filmový scénář byl vydán jako samostatná kniha.